# Autódromo Santiago Yaco Guarnieri
Der Autódromo Santiago Yaco Guarnieri ist eine permanente Motorsport-Rennstrecke in der Provinz Chaco in Argentinien.

## Geschichte

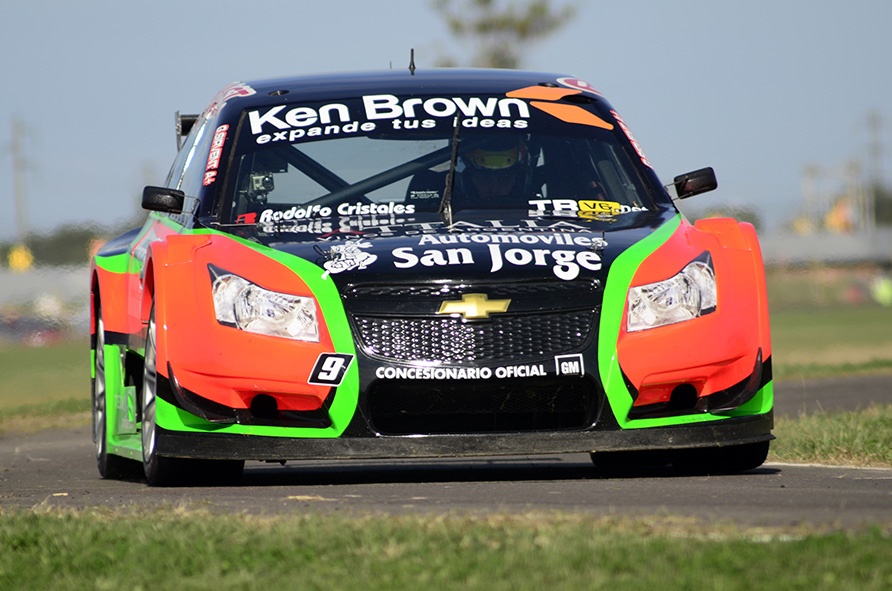
Top Race V6-Wagen auf dem Autodromo Santiago Yaco Guarnieri

Der Kurs entstand in den 1970er-Jahren aus der Idee des Chaco Automoto Club, welcher eine Rennstrecke in Resistencia erbauen wollte. Mit Förderung seitens der Regierung wurde diese erbaut und 1979 eröffnet..

## Die Strecke
Der im Uhrzeigersinn zu befahrende Kurs ist 2,695 Kilometer lang und weist auf seiner einzigen Streckenvariante 8 Kurven auf. Aufgrund seiner tiefen Lage kann er bei starkem Regen leicht überflutet werden und wird dementsprechend manchmal unbenutzbar.

## Veranstaltungen
Serien, die die Strecke besuchten, sind die Formula 3 Südamerica, die Argentinische Superbike-Meisterschaft, die Turismo Competicion 2000 und die Top Race V6-Serie. Zuletzt startete regelmäßig die regiionale Zonal Chaqueño-Serie auf dem Kurs, den sie allerdings seit 2023 nicht mehr besucht. 